# Кнуд Дитвелсен
Кнуд Дитвелсен (дан. Knud Ditlevsen звани Гунга (Оденсе, 14. април 1925 — Оденсе, 3. октобар 2006) био је дански спринт кајакаш у једноседу на мирним водама. Такмичио се за репрезентацију Данске крајем 40-их година прошлог века, вишеструки учесник и победник многих регата од националног и међународног значаја.

## Спортска биографија
Први велики успех на вишем међународном нивоу остварио је у сезони 1948. када је кроз низ успеха на такмичењима позван у репрезентацију Финске за учешће на Олимпијским играма у Лондону. Такмичио се најдужој дисциплини у кајаку једноседу К-1 на 10.000 метара. Учествовало је 13 кајакаша, а он је успео да заузме четврто место.